# ル・モンド・イリュストレ
ル・モンド・イリュストレ（仏：Le Monde illustré）は、フランスのイラスト入り週刊ニュース雑誌。1857年の創刊から1940年にかけてと、1945年から1956年までの二期にわたり刊行された。

## 歴史

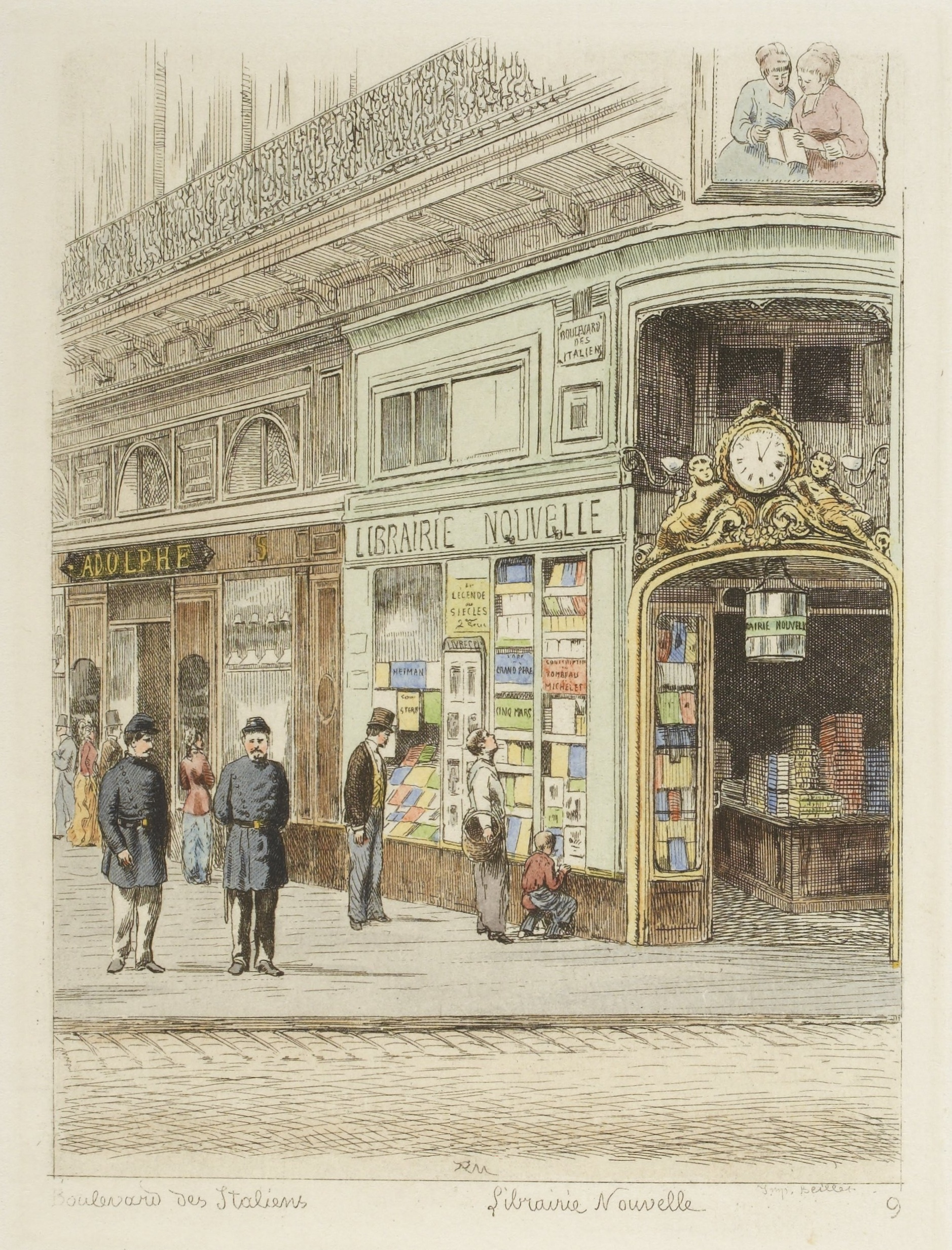
リブレリー・ヌーヴェル
(1877年)

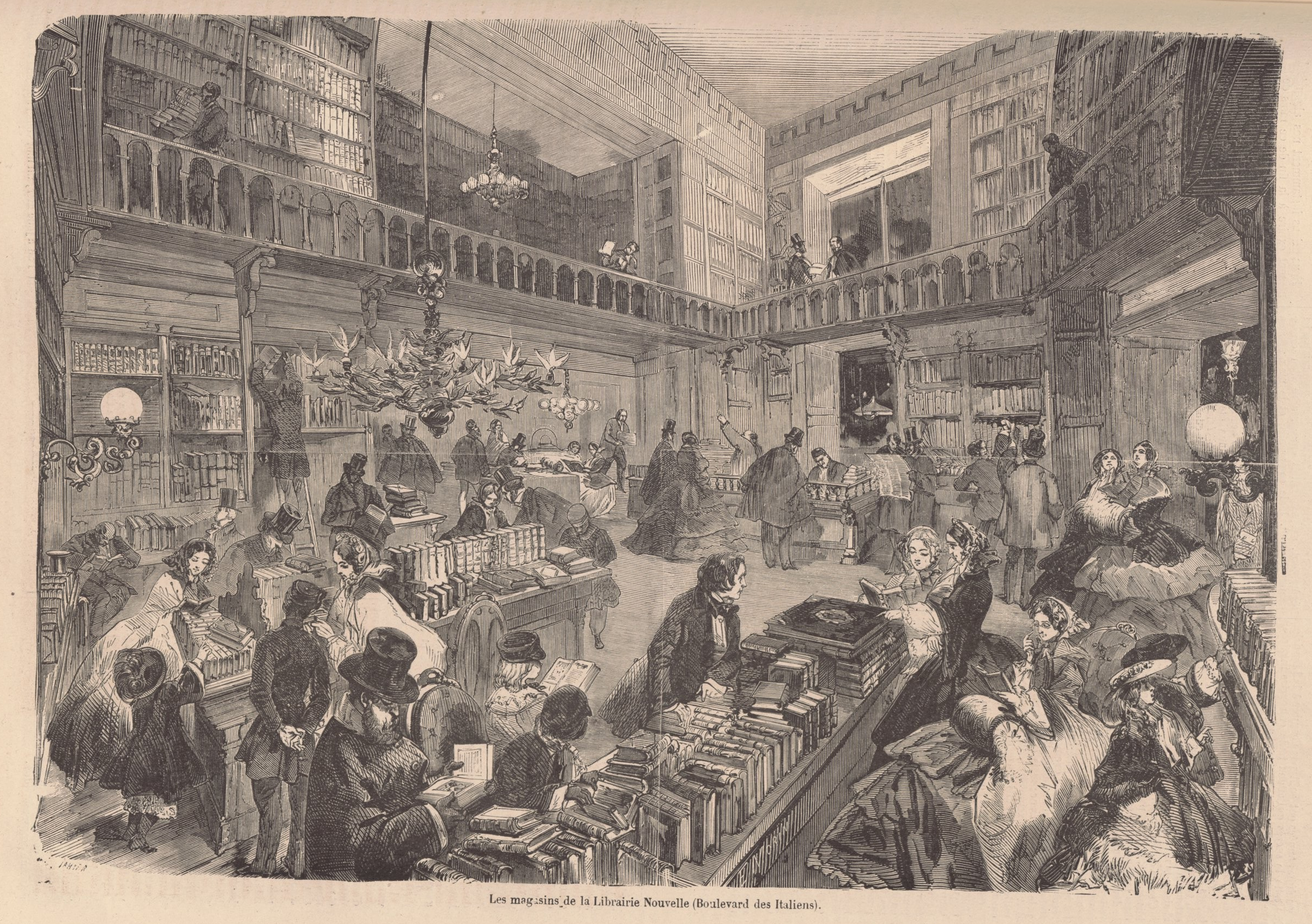
エトレンヌのための本を買い求めるお客でにぎわうリブレリー・ヌーヴェル (1857年12月26日号)

『ル・モンド・イリュストレ』は1857年4月18日に国際的かつ保守的な内容で出発した。この雑誌はパリのイタリアン大通り15番地にある「リブレリー・ヌーヴェル」（「新しい書店」の意味）を経営していたアシル・ブーディリエが編集長となり、ブレダ通り（現在のアンリ・モニエ通り）15番地に印刷所を置いていた。
ヘッダのイラストはイタリア出身の画家、エルキュール・ルイ・カテナッチが描き、全ページ挿絵付きのテキストに見開きイラストを加えたフォリオ判16ページで価格は30サンチームであった。これは当時のフランスで大きなシェアを占めていた「イリュストラシオン」の半分の価格であったが、『ル・モンド・イリュストレ』は王室に忠誠を尽くすことによってナポレオン3世から印紙税免除の恩賜を受けていた。
始めの数か月間の執筆者には、シャルル・モンセイユ、アレクサンドル・デュマ・ペール、アメデ・アシャール、シャンフルーリー、ポール・フェヴァル、マリ＝ラフォン、オノレ・ド・バルザック、オーギュスト・ヴィト、ジョルジュ・サンド、ルイーズ・コレ、コンスタンス・オーベールなどが含まれていた。
著名な画家の時事的なイラストを売り物にしていた競合他社とは異なり、『ル・モンド・イリュストレ』のイラストにはクレジットを明記していないものがあった。それらのオリジナルは多くがイギリス人によるものであり、たとえばヘッダはウィリアム・フレデリック・メーソン（William Frederick Measom）のイラストをカテナッチが描き直したものだったが、ギュスターヴ・ジャネ、デュドネ・ランスロ、フランソワ・ピエルドン、 エミール・テロンなどの本国のイラストレーターや版画家も擁していた。

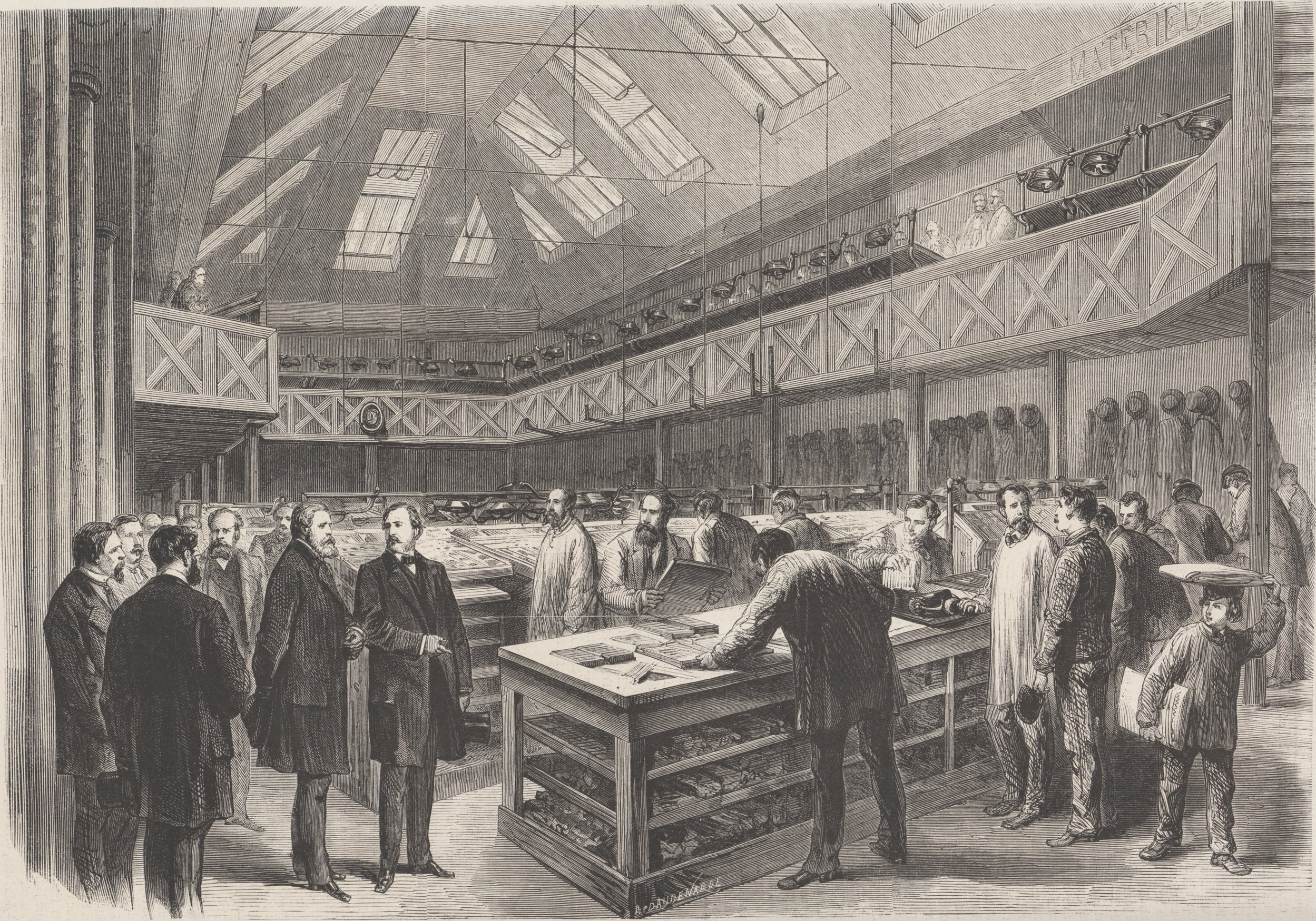
ブラジル皇帝ペドロ2世の来社
(1872年2月3日号)

1860年には印刷所が考古学者のオーギュスト・ヴァレに売却され、翌年にはシャルル・イリアルテが新しい編集長に就任し、彼は多くの記者や画家を雇った。たとえばエミール・バヤール、ギュスターヴ・ドレ、ベルタール、アメデ・ド・ノエ、オノレ・ドーミエ、 デュラン＝ブラジェ、フレデリック・リックス、シャルル・モーラン、エドゥアール・リウーといった面々である。イリアルテは彼らに写真を基とした版画を作るよう指示し、1858年に創刊した「ユニヴェール・イリュストレ」に対抗すべく、定期購読者には25サンチームで販売する方針を打ち出したが、イラストを投げ売りするとして非難を浴びた。その後、ブーディリエは出版社の「ミシェル・レヴィ」に株を売却したが、同社は株を長く保有しなかった。それはまやかしであり、いみじくも1862年に掲載されたシャルル・ボードレールの翻訳によるエドガー・アラン・ポーのエッセイ「メルツェルの将棋指し」に示唆されている。

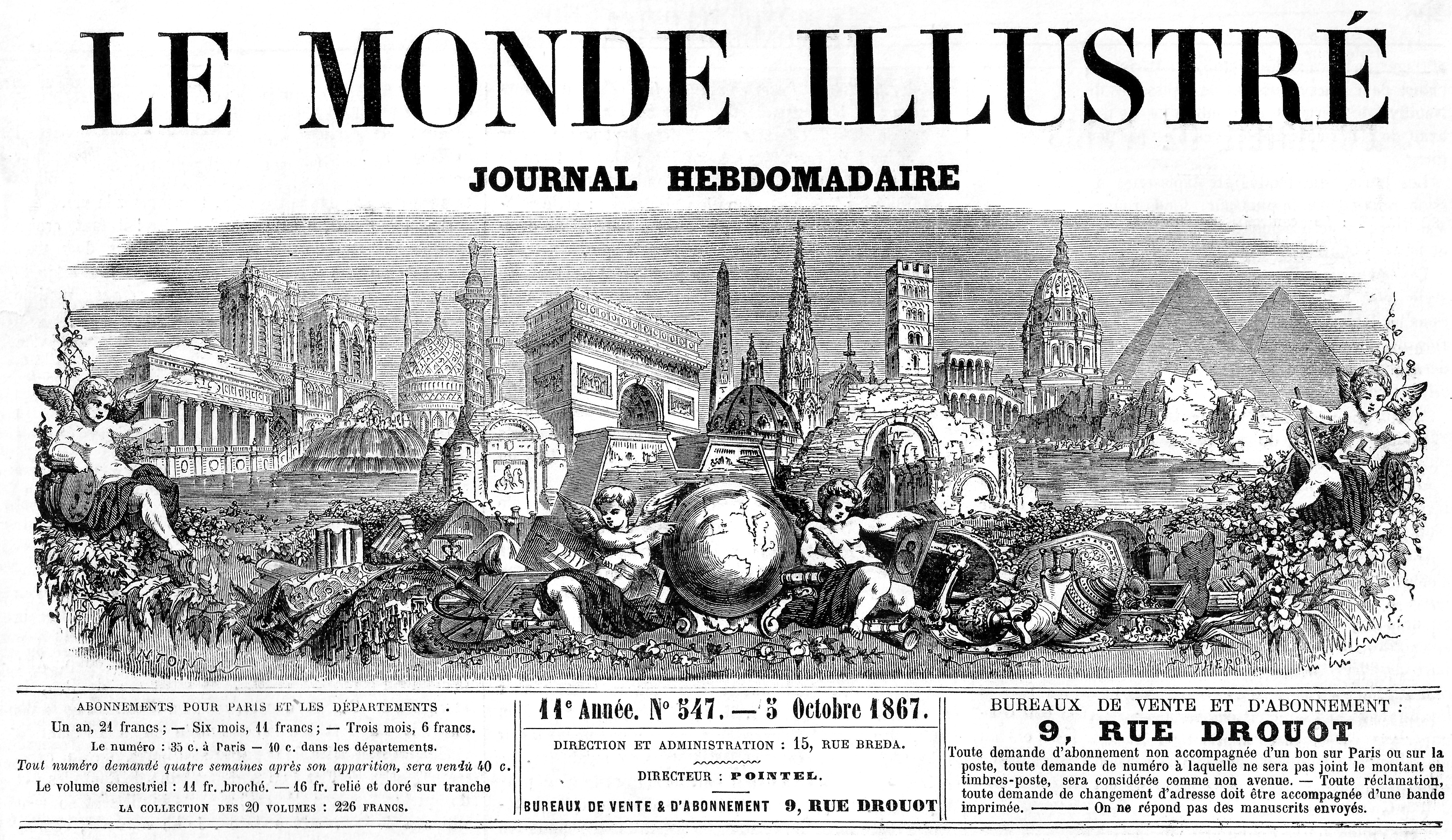
リニューアル版ヘッダ (1867年)
E.テロン (デッサン)
H.D.リントン (版画)

1866年、発行部数が33,000に達したころ、取締役のエルネスト・パンクークの甥、ポール・ダローズ（1829-1887）が『ル・モンド・イリュストレ』を自身の経営する法律書専門書店の傘下に従えたが、ダローズはほかにも「ル・モニトゥール・ユニヴェルセル」や「ル・プレス・イリュストレ」といった雑誌社を手中に収めた。フランス王政が終焉を迎えるころ、ダローズはナポレオン3世に公然と反旗を翻し、その後数年間、複数の雑誌を掛け持ちする記者や画家が現れるようになった。1874年9月には雑誌のデザインが変更され、表紙にフルページのイラストを用いて「イリュストラシオン」に対抗した。1888年には写真図版が使われるようになり、ダローズの死後は彼の秘書であったエドゥアール・ユベールがその座に就いた。

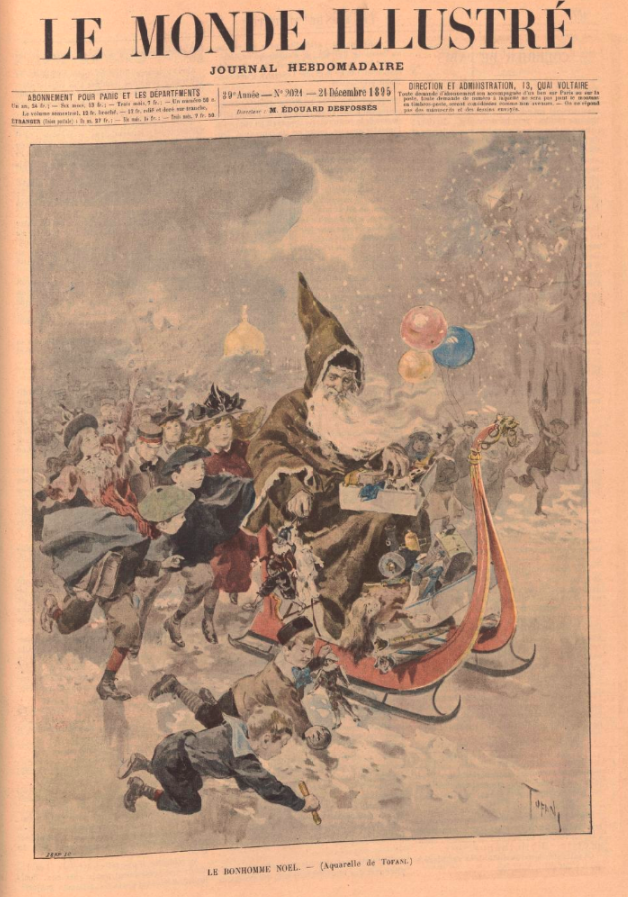
1895年12月21日号

1892年、文芸誌「ジル・ブラス」のトップで銀行家のビクトゥール・アントワーヌ・デフォッセの弟である、エドゥアール（1848-1923）が取締役に就任した。価格は50サンチームに上がり、デフォッセの友人であったギ・ド・モーパッサンの小説を一面に載せた。1895年12月21日号には一面にサンタクロースを4色で印刷し、翌年も自身が雑誌を率いることを表明した。
1900年には誌面がカラフルなアール・ヌーヴォー調となり、多色印刷でフランスの芸術家のサロンや万国博覧会を特集した。エドゥアールはアンリ・デュフィ＝マスェルとジャン＝ジョス・フラッパに経営を委ね、新編集長のアルフレッド＝ジュスラン（Alfred-Jousselin）の指揮による新体制を整えた。体制移管中、エドゥアールは息子のロベールに事務方を任せた。

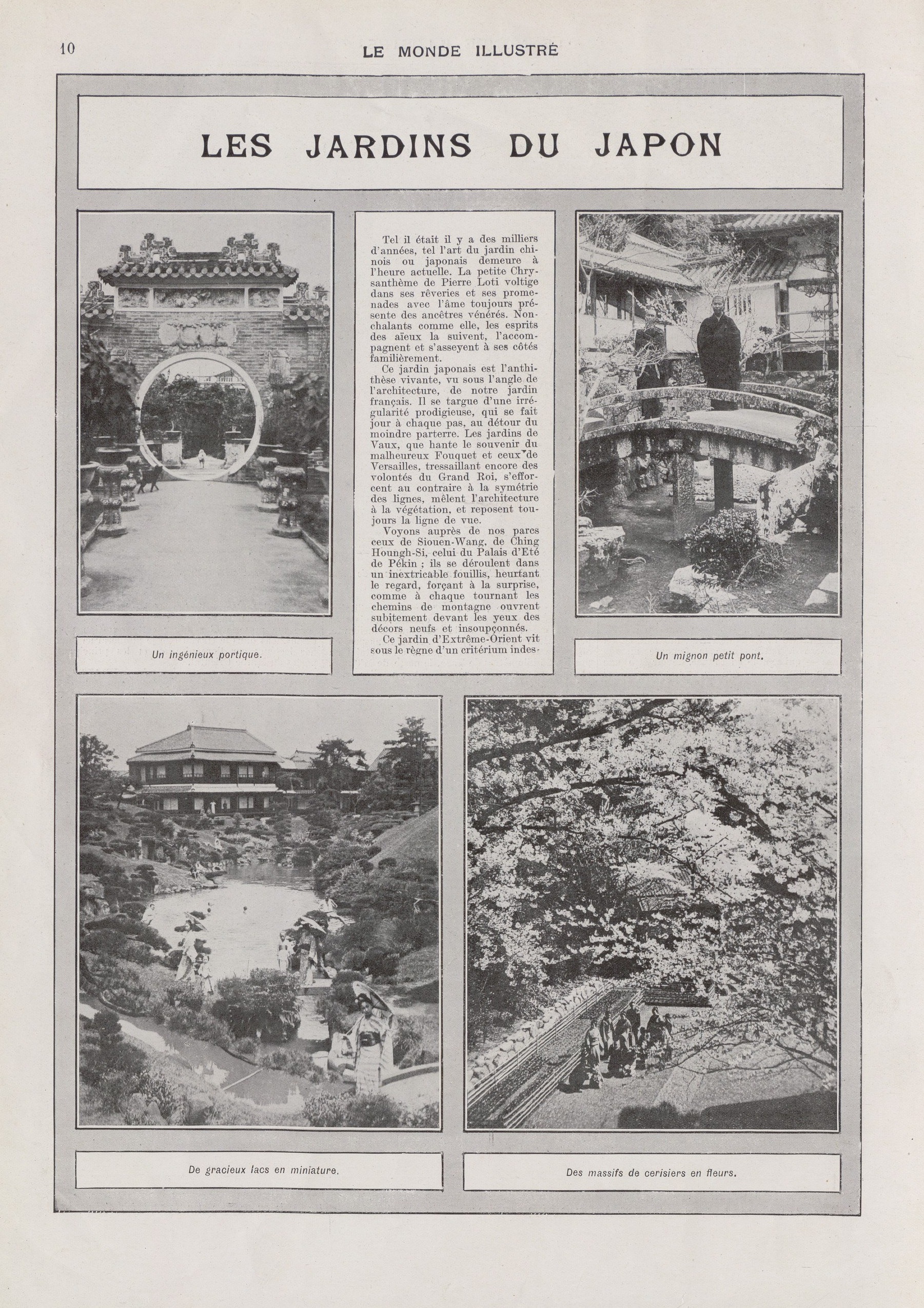
日本庭園の特集記事
(1914年1月3日号)

第一次世界大戦中、画家のリュシアン・メティヴェは、《ルビュー・コミック》と題された風刺画の連載を担当した。のちにこれはジェアン・テストヴィドに引き継がれた。
1921年1月、『ル・モンド・イリュストレ』は〈普遍的な週刊誌〉〈フランスのレビューと家庭〉を標榜した。1916年に70サンチームであった価格は1931年には2.5フランに上昇し、6ページの広告を含む42ページの内容となった。1914年以降、イラストと写真はごく普通に使用されるようになっていた。
1930年代初頭にはピエール・モルティエが編集長に就任し、フォーブル-モンマルトル通りとフリートラン通りに住んだ。
1938年1月22日、『ル・モンド・イリュストレ』は1930年3月に創刊した「ル・ミロワール・デュ・モンド」（Le Miroir du monde）と合併し、『ル・モンド・イリュストレ / ミロワール・デュ・モンド』となった。モルティエが編集長に就いていた頃、一時的に誌名が『ル・モンド・イリュストレ』に戻ったが、1940年6月8日にて休刊し、1945年2月22日に赤い枠で囲まれたモノクロームのデザインで刊行が再開された。同年5月5日号の一面記事は解放されたベルゲン・ベルゼン強制収容所を採り上げた。1948年12月、『ル・モンド・イリュストレ』は「イリュストラシオン」と合併し、『イリュストラシオン / ル・モンド・イリュストレ』となった。
1956年には「ヌーヴォー・フェミナ」（Nouveau Fémina）と合併し、『フェミナ / イリュストラシオン』となり、1978年に「ル・スペクタクル・デュ・モンド」と合併した「レアリテス」に買収された。

## イラスト・ギャラリー

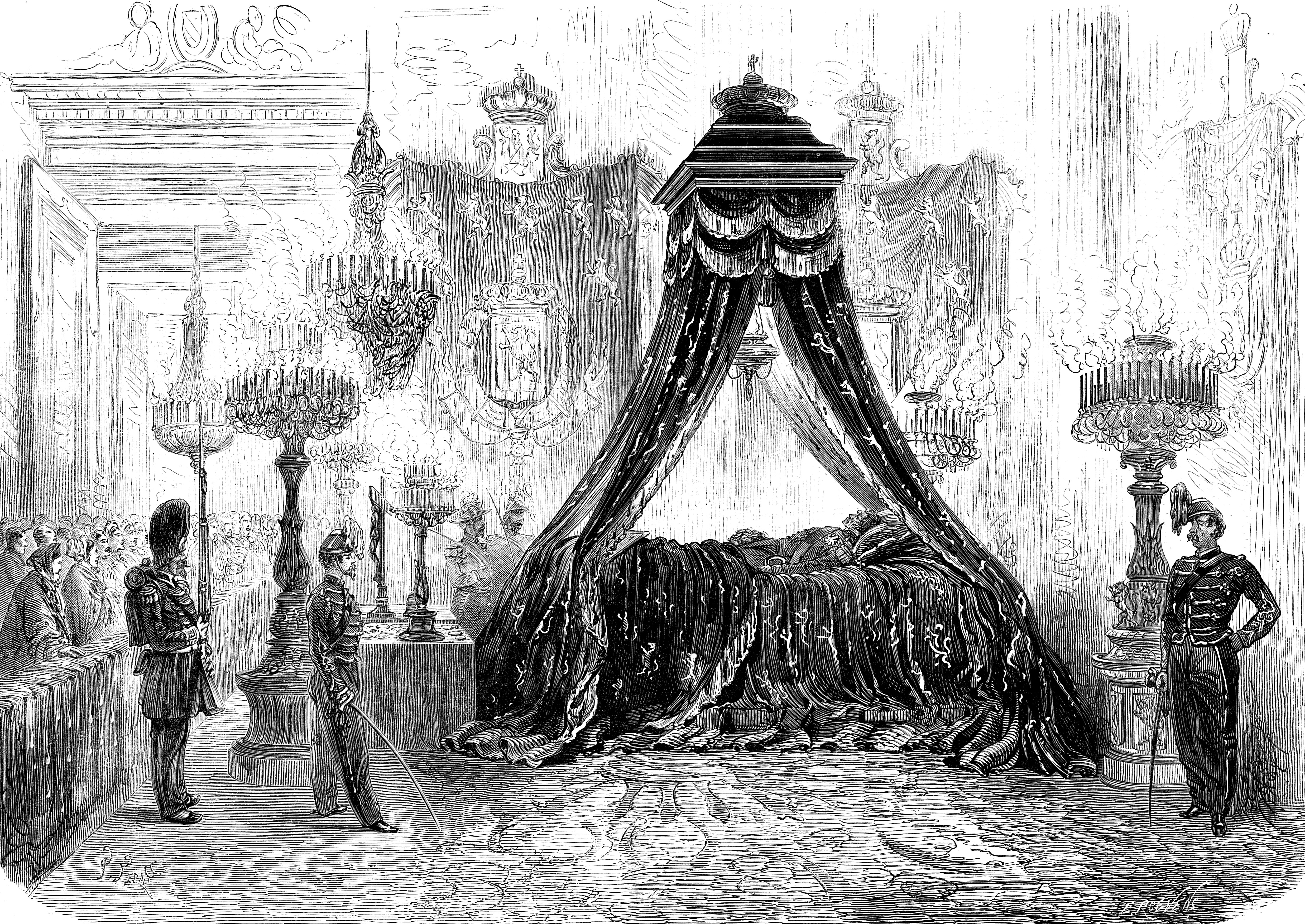
レオポルド1世の告別式 (1865年)
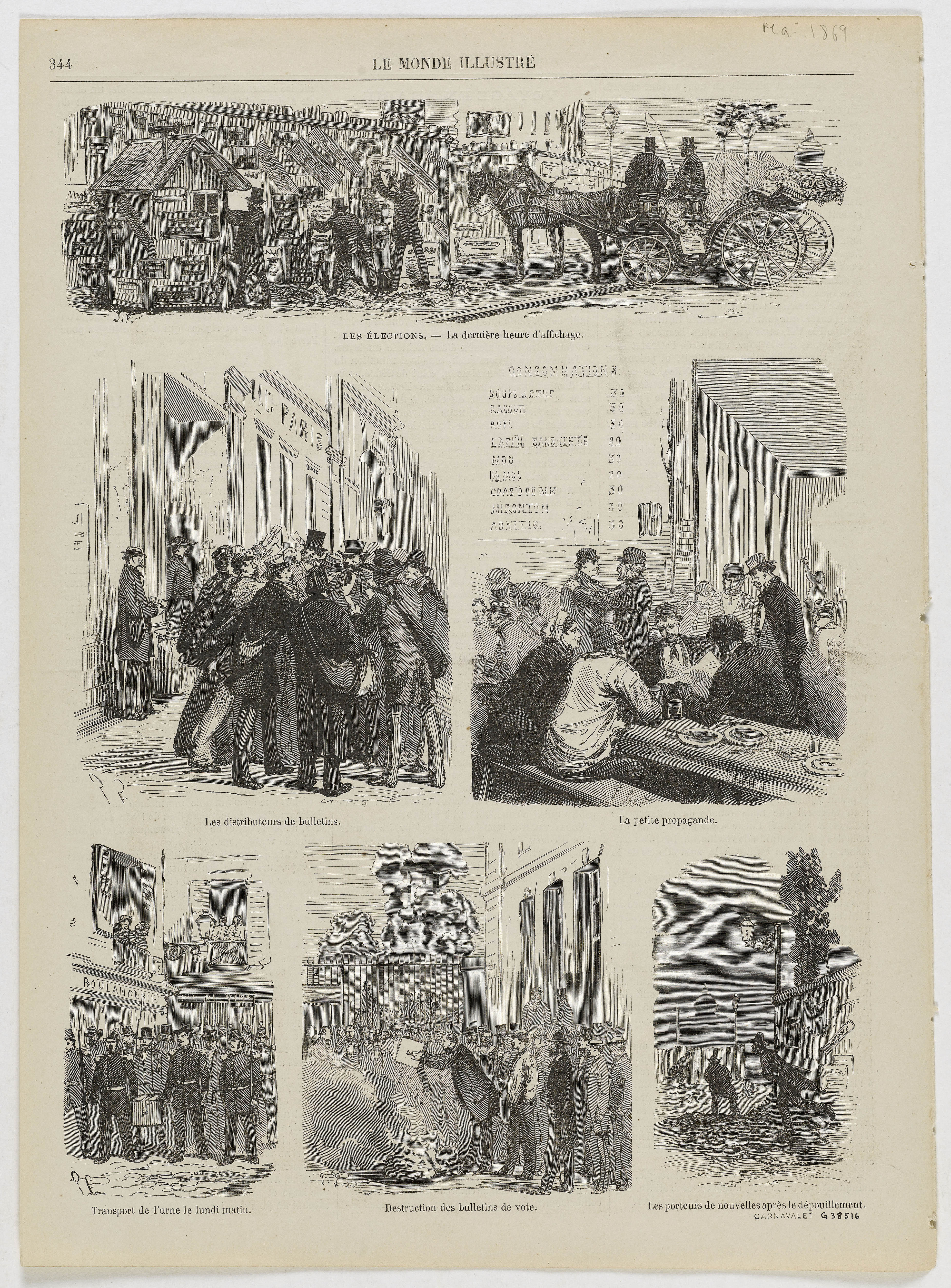
フランスの選挙 (1869年)
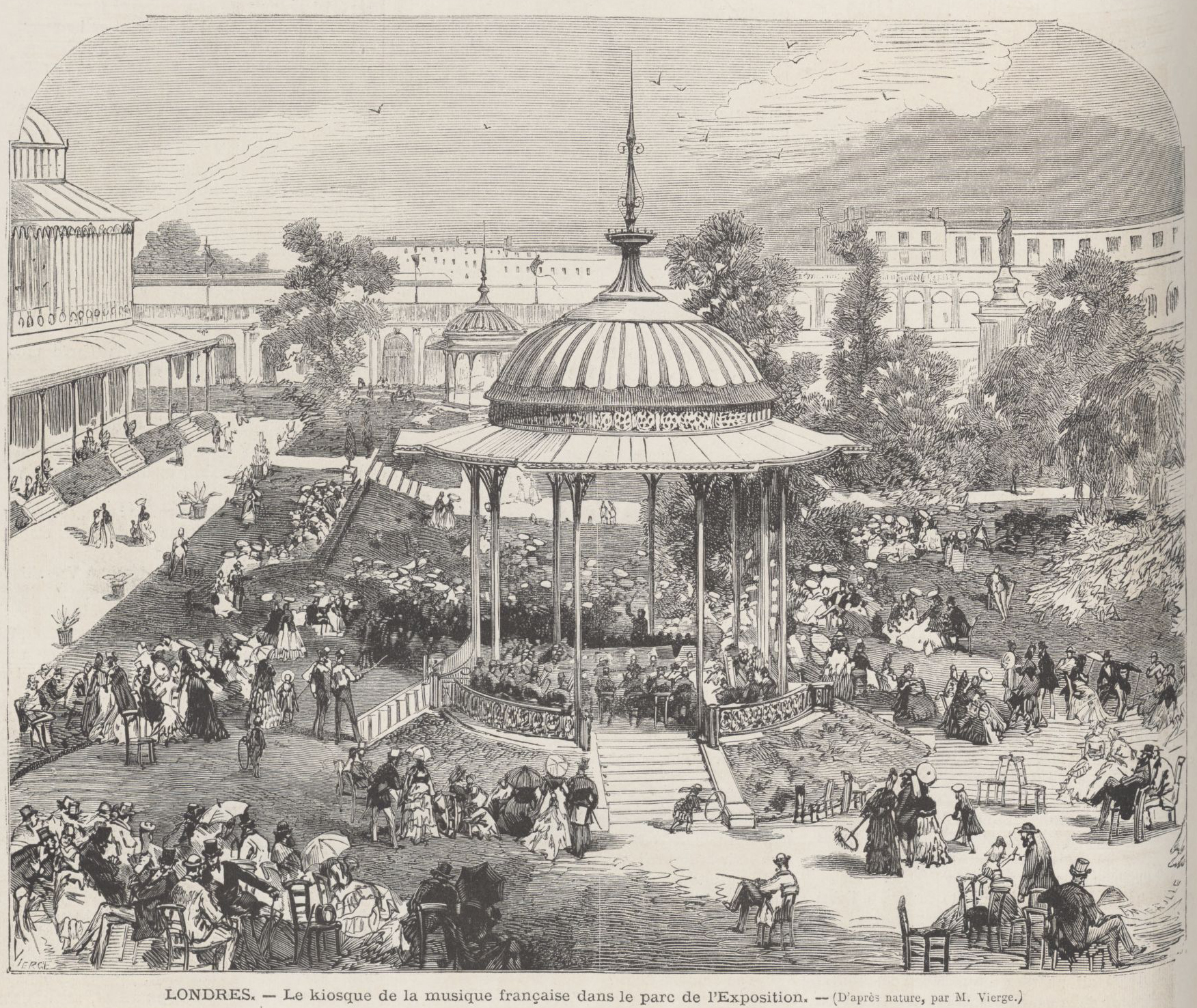
ロンドン国際展示会 (1871年)
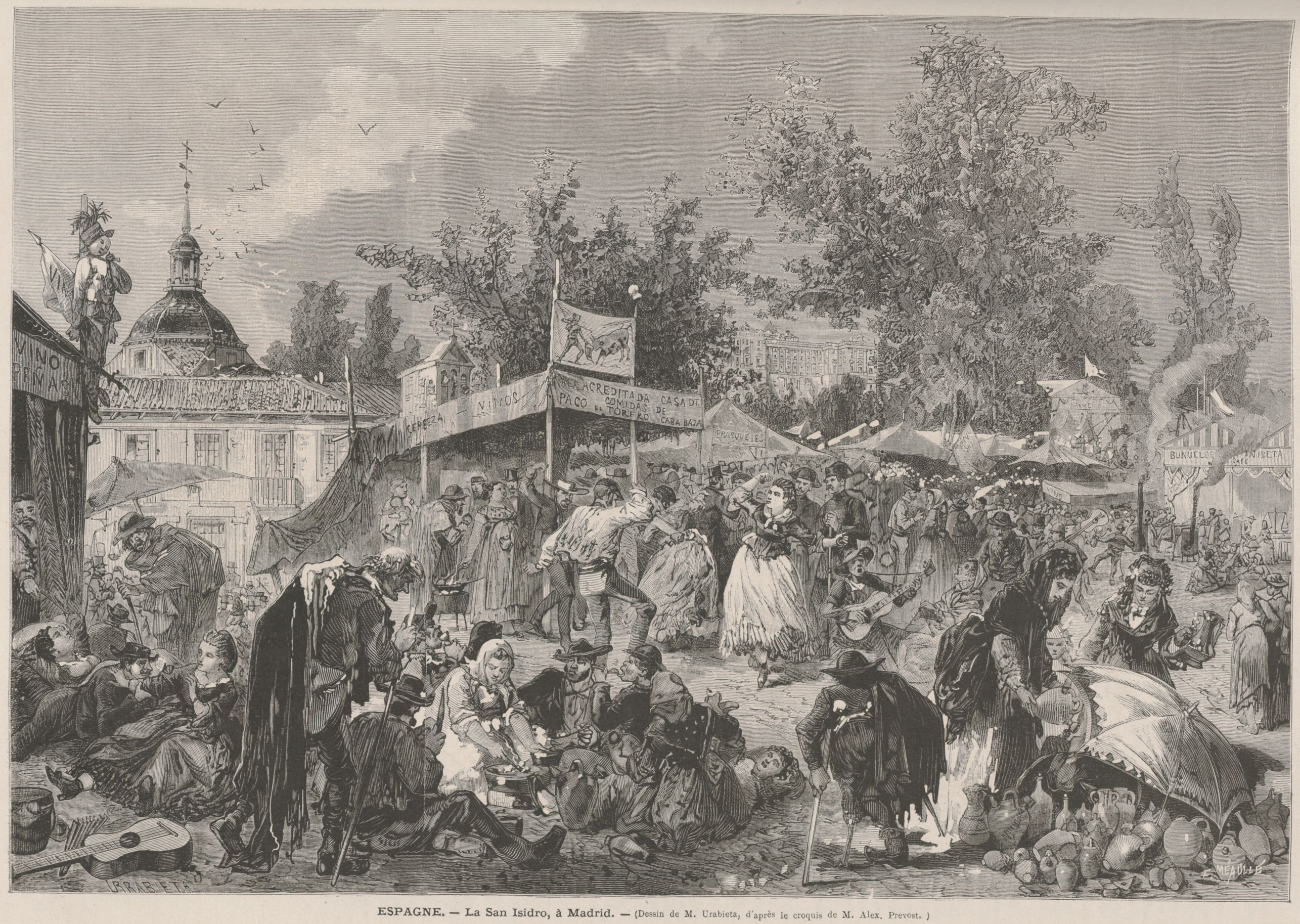
サン・イシドロ祭 (1873年)
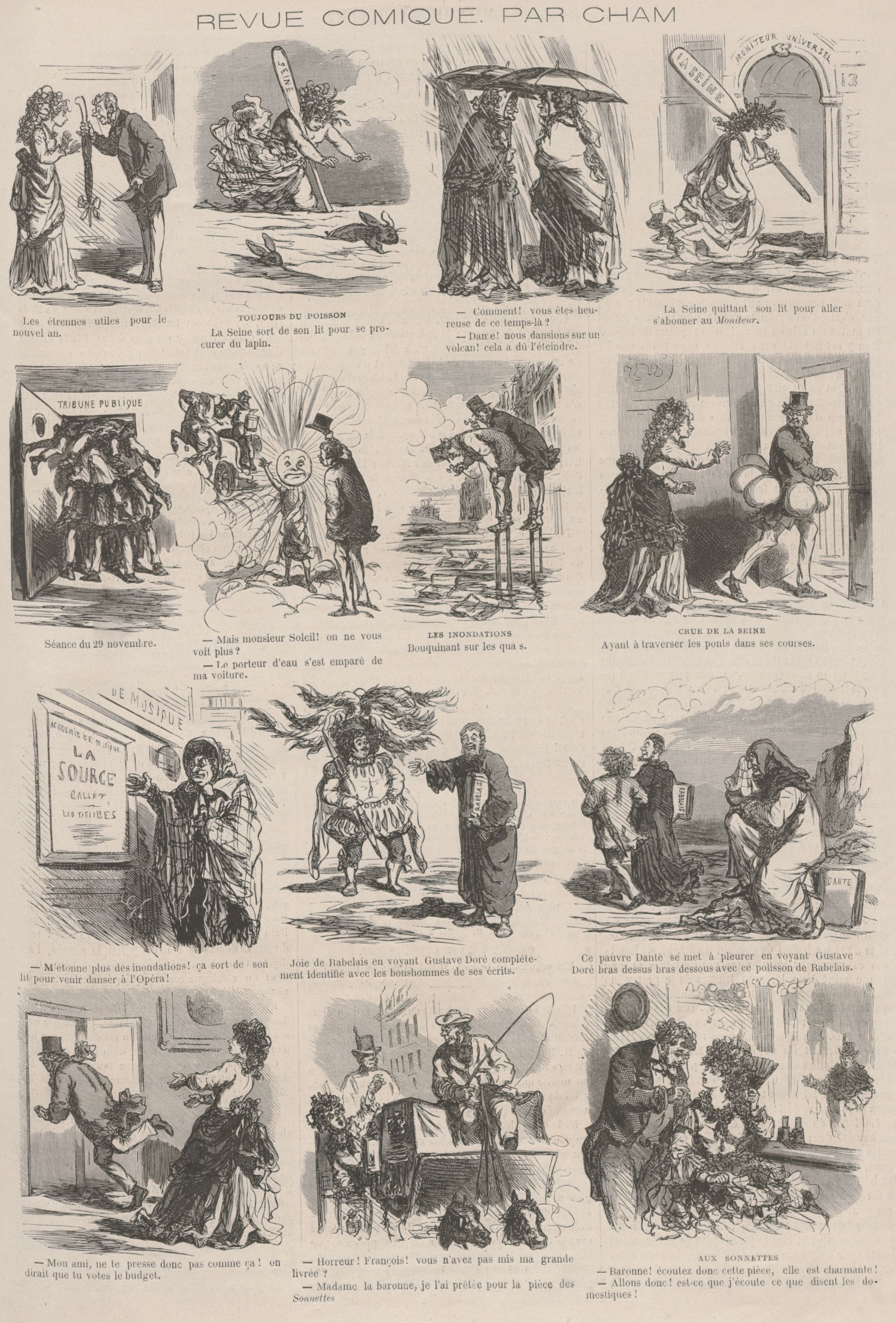
ルビュー・コミック (1873年)

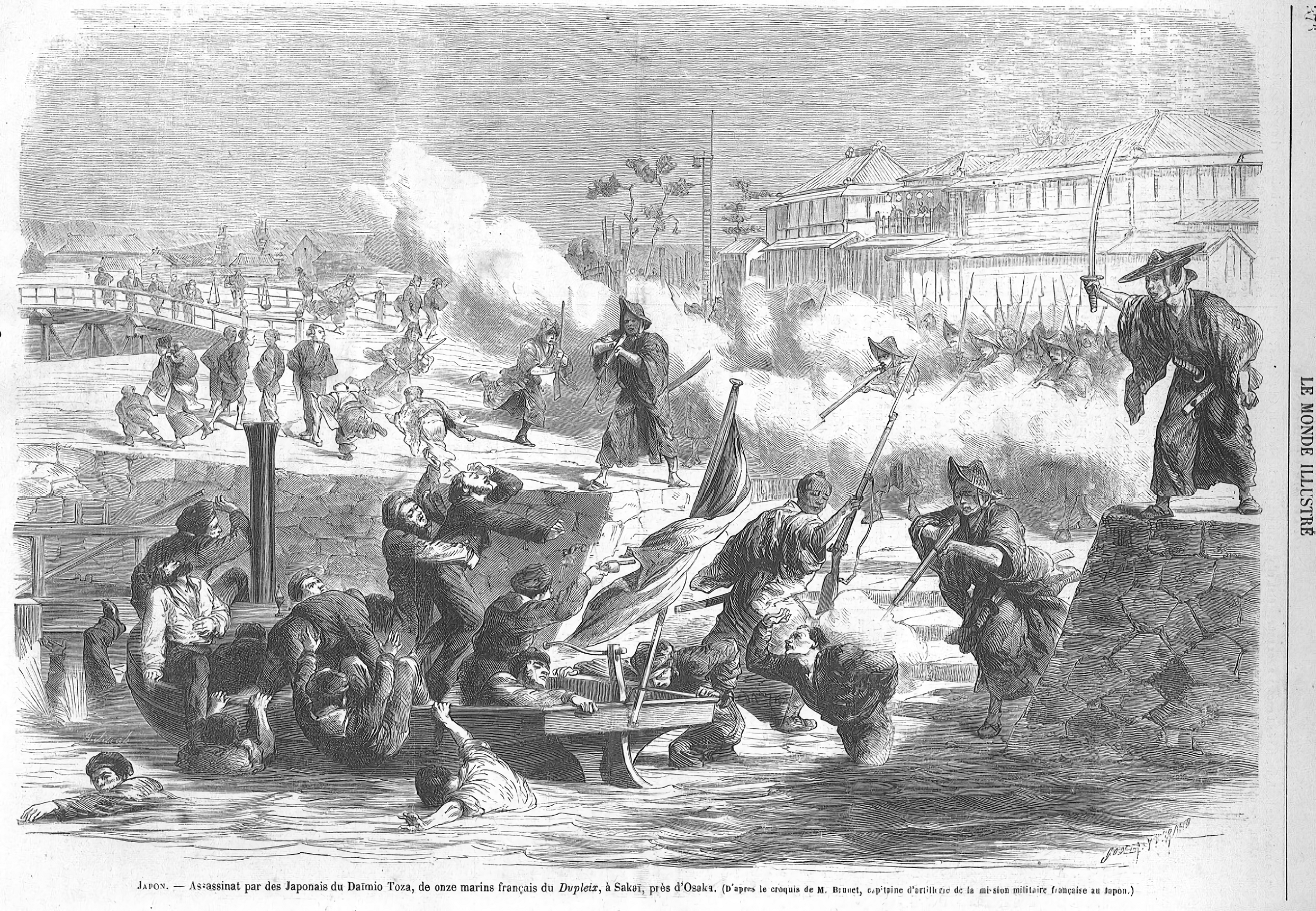
堺事件 (1868年)
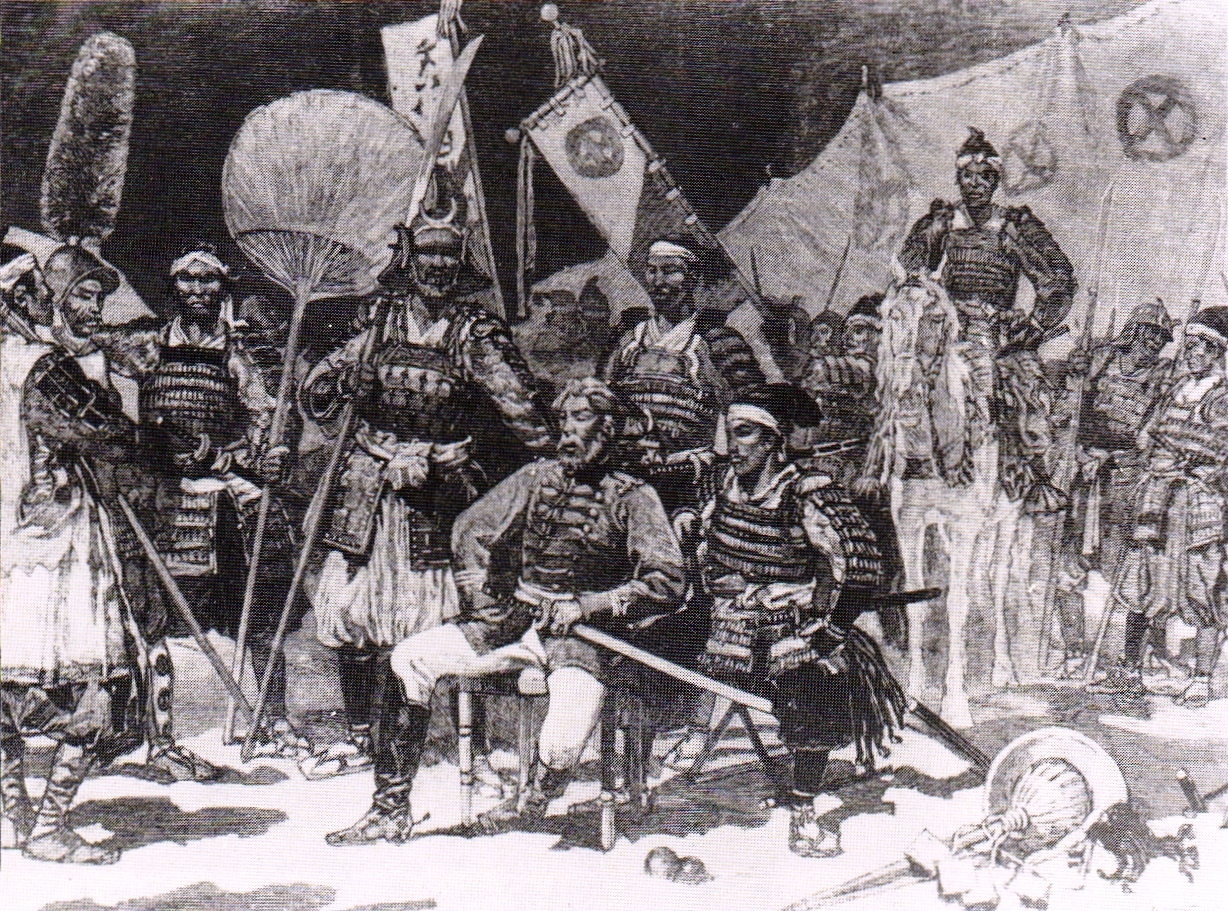
西南戦争での西郷隆盛 (1877年)[注 1]
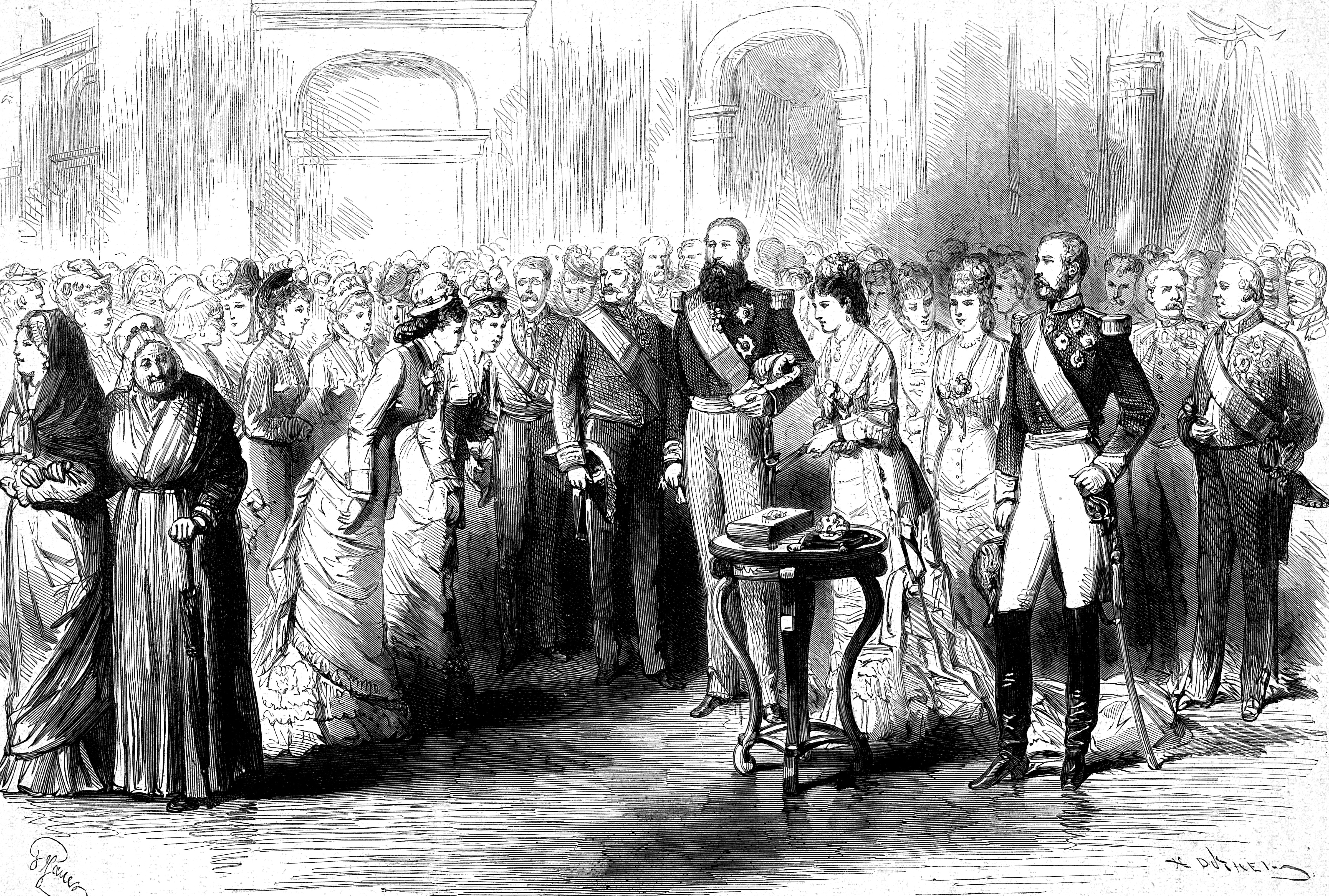
レオポルド2世とM.H.ドートリッシュの銀婚式 (1878年)
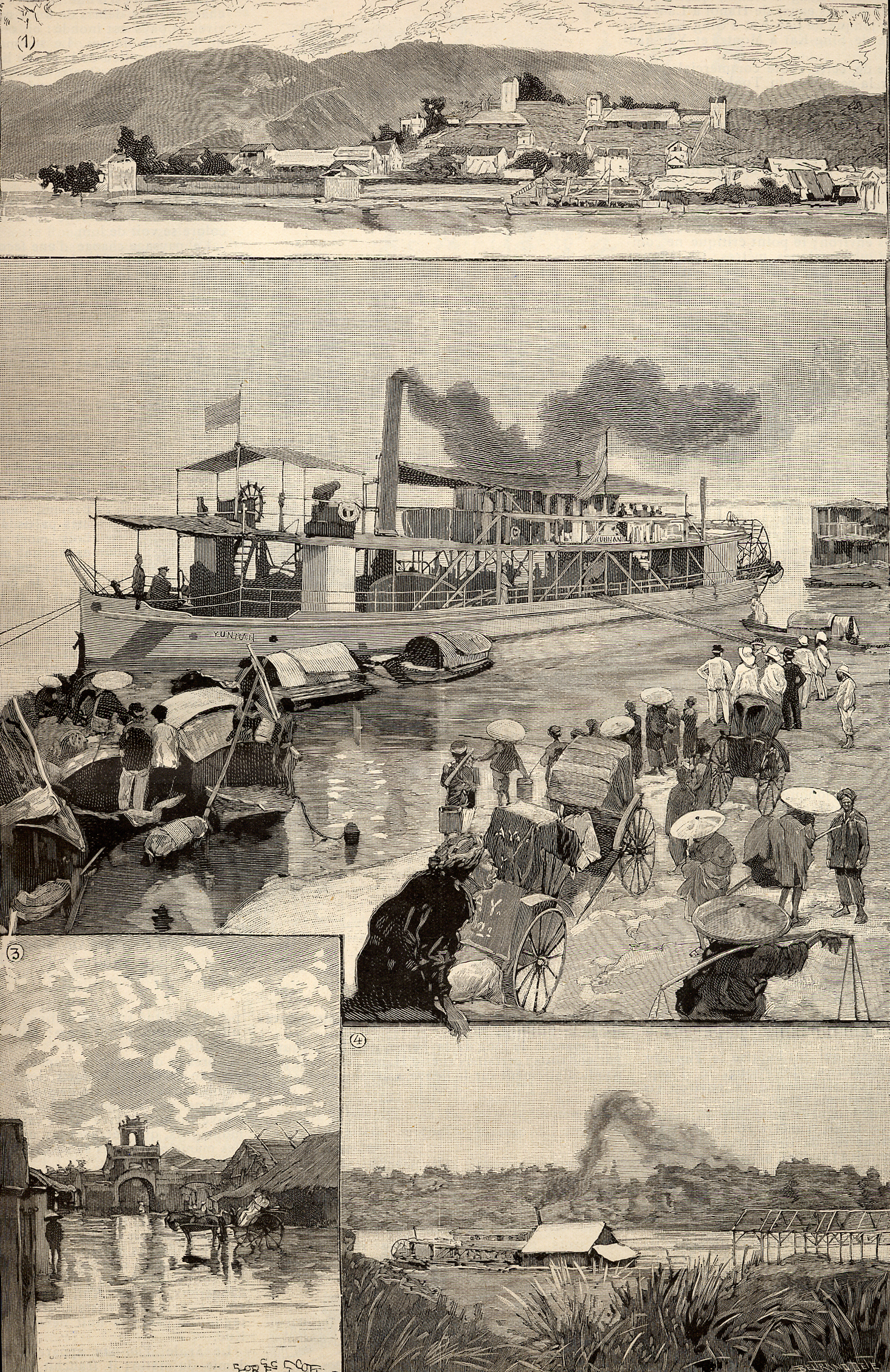
フランスの植民地 (1891年)
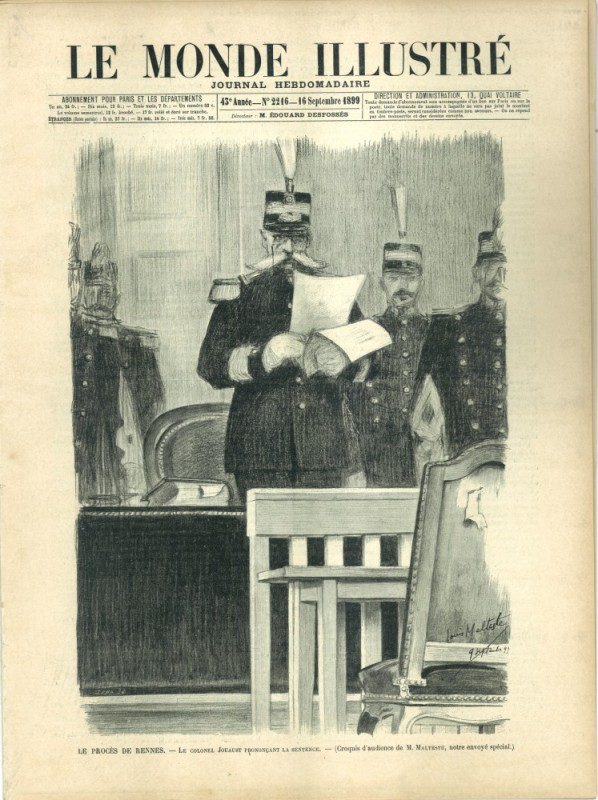
ドレフュス事件 (1898年9月14日)

## 参考文献

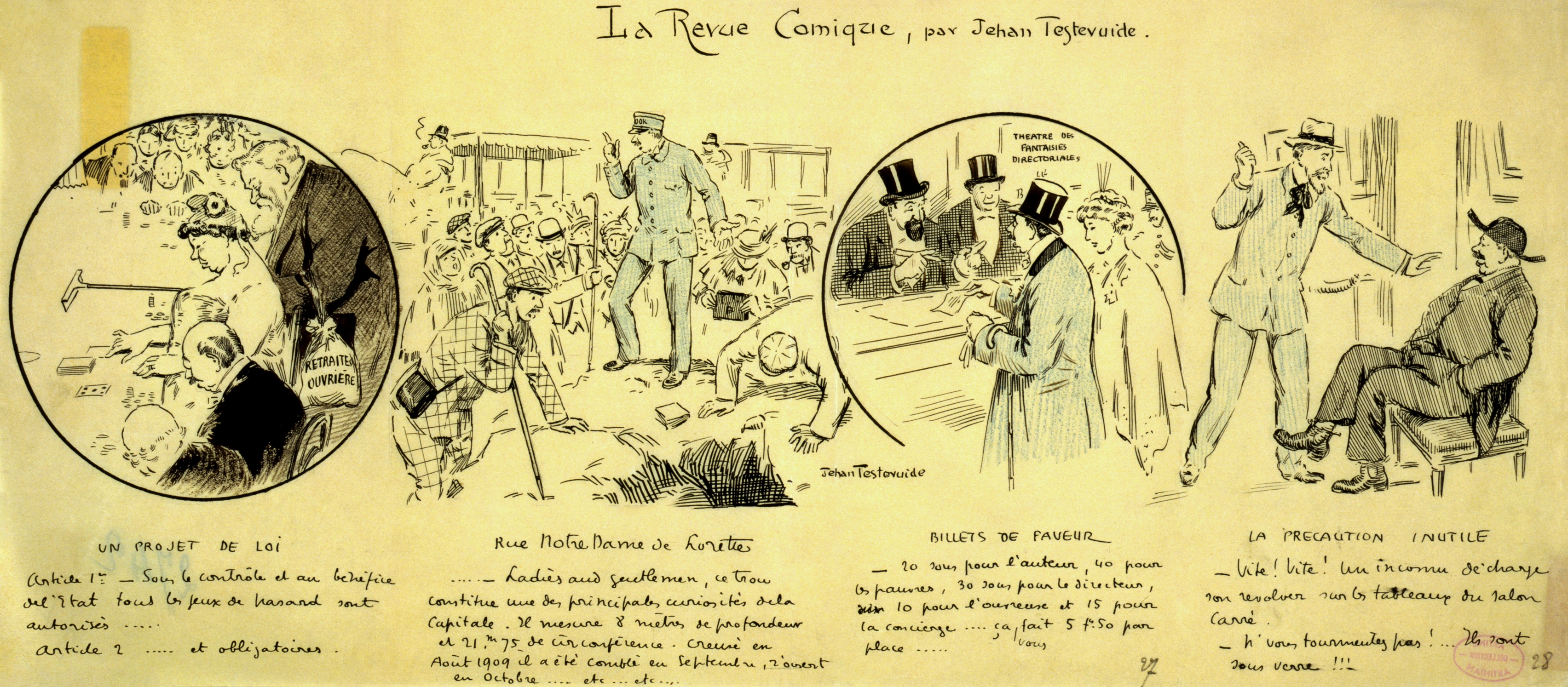
ジェアン・テストヴィドのルビュー・コミック
(1909年頃)

## 関連紙誌

絵地図『一目で世界一周』
(1876年1月1日号付録)

※発刊順に列記
- イラストレイテド・ロンドン・ニュース
- イリュストラシオン
- イルストリールテ・ツァイトゥング
- ラ・イルスタシオン
- ル・モンド・イリュストレ
- ユニヴェール・イリュストレ
- ル・トゥール・デュ・モンド
- イリュストラシオン・ユーロピエンヌ
- パリ・イリュストレ
- ラヴィ・イリュストレ